# 1472 год
1472 (ты́сяча четы́реста се́мьдесят второ́й) год  по юлианскому календарю — високосный год, начинающийся в среду. Это 1472 год нашей эры, 2‑й год 8‑го десятилетия XV века 2‑го тысячелетия, 3‑й год 1470‑х годов. Он закончился 553 года назад.
| Пн | Вт | Ср | Чт | Пт | Сб | Вс |
|    |    | 1  | 2  | 3  | 4  | 5  |
| 6  | 7  | 8  | 9  | 10 | 11 | 12 |
| 13 | 14 | 15 | 16 | 17 | 18 | 19 |
| 20 | 21 | 22 | 23 | 24 | 25 | 26 |
| 27 | 28 | 29 | 30 | 31 |    |    |

| Пн | Вт | Ср | Чт | Пт | Сб | Вс |
|    |    |    |    |    | 1  | 2  |
| 3  | 4  | 5  | 6  | 7  | 8  | 9  |
| 10 | 11 | 12 | 13 | 14 | 15 | 16 |
| 17 | 18 | 19 | 20 | 21 | 22 | 23 |
| 24 | 25 | 26 | 27 | 28 | 29 |    |

| Пн | Вт | Ср | Чт | Пт | Сб | Вс |
|    |    |    |    |    |    | 1  |
| 2  | 3  | 4  | 5  | 6  | 7  | 8  |
| 9  | 10 | 11 | 12 | 13 | 14 | 15 |
| 16 | 17 | 18 | 19 | 20 | 21 | 22 |
| 23 | 24 | 25 | 26 | 27 | 28 | 29 |
| 30 | 31 |    |    |    |    |    |

| Пн | Вт | Ср | Чт | Пт | Сб | Вс |
|    |    | 1  | 2  | 3  | 4  | 5  |
| 6  | 7  | 8  | 9  | 10 | 11 | 12 |
| 13 | 14 | 15 | 16 | 17 | 18 | 19 |
| 20 | 21 | 22 | 23 | 24 | 25 | 26 |
| 27 | 28 | 29 | 30 |    |    |    |

| Пн | Вт | Ср | Чт | Пт | Сб | Вс |
|    |    |    |    | 1  | 2  | 3  |
| 4  | 5  | 6  | 7  | 8  | 9  | 10 |
| 11 | 12 | 13 | 14 | 15 | 16 | 17 |
| 18 | 19 | 20 | 21 | 22 | 23 | 24 |
| 25 | 26 | 27 | 28 | 29 | 30 | 31 |

| Пн | Вт | Ср | Чт | Пт | Сб | Вс |
| 1  | 2  | 3  | 4  | 5  | 6  | 7  |
| 8  | 9  | 10 | 11 | 12 | 13 | 14 |
| 15 | 16 | 17 | 18 | 19 | 20 | 21 |
| 22 | 23 | 24 | 25 | 26 | 27 | 28 |
| 29 | 30 |    |    |    |    |    |

| Пн | Вт | Ср | Чт | Пт | Сб | Вс |
|    |    | 1  | 2  | 3  | 4  | 5  |
| 6  | 7  | 8  | 9  | 10 | 11 | 12 |
| 13 | 14 | 15 | 16 | 17 | 18 | 19 |
| 20 | 21 | 22 | 23 | 24 | 25 | 26 |
| 27 | 28 | 29 | 30 | 31 |    |    |

| Пн | Вт | Ср | Чт | Пт | Сб | Вс |
|    |    |    |    |    | 1  | 2  |
| 3  | 4  | 5  | 6  | 7  | 8  | 9  |
| 10 | 11 | 12 | 13 | 14 | 15 | 16 |
| 17 | 18 | 19 | 20 | 21 | 22 | 23 |
| 24 | 25 | 26 | 27 | 28 | 29 | 30 |
| 31 |    |    |    |    |    |    |

| Пн | Вт | Ср | Чт | Пт | Сб | Вс |
|    | 1  | 2  | 3  | 4  | 5  | 6  |
| 7  | 8  | 9  | 10 | 11 | 12 | 13 |
| 14 | 15 | 16 | 17 | 18 | 19 | 20 |
| 21 | 22 | 23 | 24 | 25 | 26 | 27 |
| 28 | 29 | 30 |    |    |    |    |

| Пн | Вт | Ср | Чт | Пт | Сб | Вс |
|    |    |    | 1  | 2  | 3  | 4  |
| 5  | 6  | 7  | 8  | 9  | 10 | 11 |
| 12 | 13 | 14 | 15 | 16 | 17 | 18 |
| 19 | 20 | 21 | 22 | 23 | 24 | 25 |
| 26 | 27 | 28 | 29 | 30 | 31 |    |

| Пн | Вт | Ср | Чт | Пт | Сб | Вс |
|    |    |    |    |    |    | 1  |
| 2  | 3  | 4  | 5  | 6  | 7  | 8  |
| 9  | 10 | 11 | 12 | 13 | 14 | 15 |
| 16 | 17 | 18 | 19 | 20 | 21 | 22 |
| 23 | 24 | 25 | 26 | 27 | 28 | 29 |
| 30 |    |    |    |    |    |    |

| Пн | Вт | Ср | Чт | Пт | Сб | Вс |
|    | 1  | 2  | 3  | 4  | 5  | 6  |
| 7  | 8  | 9  | 10 | 11 | 12 | 13 |
| 14 | 15 | 16 | 17 | 18 | 19 | 20 |
| 21 | 22 | 23 | 24 | 25 | 26 | 27 |
| 28 | 29 | 30 | 31 |    |    |    |

## События
- 1350—1490 — Борьба <<трески>> и <<крючков>>. Серия внутренних военных конфликтов, в основном, вокруг титула графа Голландии[1].
- 1432—1479 — Албано-турецкие войны[2].
- 1455—1485 — война Алой и Белой Розы в Англии[3].
- 1463—1479 — турецко-венецианская война[4]
- 1464—1472 — закончилась Война за штеттинское наследство[5].
- 1466—1478 — Богемская война[6].
- 1467—1477 — Война годов Онин в Японии. Борьба между феодалами[7].
- 1467—1479 — Война священников[8].
- 1467—1488 — войска Ак-Коюнлу разгромили Кара-Коюнлу и завладели Южным Азербайджаном, Арменией, Ираком и Западным Ираном. Столицей Ак-Коюнлу становится Тебриз.
- 1468—1478 — Матьяш Хуньяди вёл войны за Чешское королевство, занял Силезию, Моравию и Лужицы, но Богемию подчинить не сумел[9].
- 1469—1472 — война Бахмани с Виджаянагаром. Бахманидами занят Сангамешвар.
  - 1471—1472 — поход войск Бахмани в Телингану (военачальник Малик Хасан). Заняты крепости Варангал, Кондапалли, Раджамандри.
- 1470—1474 — Англо-ганзейская война[10].
- 1471—1475 — Франко-бургундские войны[11].
  - Осада Бове войсками Карла Смелого[12].

- 1 февраля — взятие войсками Махмуда Гавана Гоа.
- 12 февраля — основан Monte dei Paschi di Siena — старейший банк в мире, действующий до сих пор.
- 31 мая — подписан второй Пренцлауский мир (первый в 1448 году), между Альбертом III, курфюрстом Бранденбурга, и герцогами Померании. Согласно условиям соглашения, герцоги Эрик II и Вартислав X передали герцогство Померания-Штеттин Альберту III, при этом Уккермарк стал неотъемлемой частью Бранденбурга, а остальная часть Померании-Штеттина стала вассалом Бранденбурга. Это соглашение было подтверждено императором Священной Римской империи Фридрихом III в 1473 году[13].
- Вторжение войск племенной конфедерации Ак-Коюнлу в османские владения.
- Ахмед-хан Большой Орды вступил в коалицию с польским королём Казимиром IV для борьбы с Иваном III, прекратившим выплачивать ордынский выход[14].

## Русское государство
Правление: 1462—1505 — Иван III Васильевич
С этого года многие историки считают окончание зависимости Русского государства от Орды и постепенного возвращения ей своего суверенитета.
- Зима 1471/1472 — поход русских войск на Великопермское княжество (Чердынский поход)[16].
  - 09 апреля — московские войска подошли к устью реки Чёрная и оттуда на плотах пошли в Пермскую землю. Бой на реке Колве московских войск с  войском Великопермского княжества в рамках Чердынского похода[16].
  - 26 июня — Иван III получает сеунч о победе в Великопермском (Чердынском) походе[16].
- 16 января — Иван III посылает Ивана Фрязина в Рим за невестой — Софьей Палеолог[15].
  - Май — прибытие в Рим послов от великого князя[15].
  - 24 июня — аудиенция русских послов у Римского папы Сикста IV[15].
  - Июль — караван невесты с папским легатом Антонием и русскими послами неспешно отправляются в обратный путь через Любек к Ревелю и далее в Россию[15].
  - Октябрь — русское посольство с невестой великого князя достигает пределов и оказывается во Пскове. Власти Пскова дарят невесте 50 рублей. Далее через Великий Новгород караван направляется к Москве[15].
  - Тот факт, что во главе процессии шествует папский легат с литым католическим распятием, вызывает негодование митрополита Филиппа I. По его настоянию великий князь воспрещает легату Антонию открыто нести "крыж" (католический крест) и только после того, как было убрано распятие, процессия вступила в Москву[15].
  - Иван III посылает богатые дары Римскому папе Сиксту IV и братьям жены[17].
  - В покоях матери великого князя, происходит обручение новобрачных[15].
  - 12 ноября — Великий князь Московский Иван III венчается (женится) на Софье Фоминишне Палеолог, в деревянном Успенском соборе (поставленном на месте строящегося каменного храма). Обряд венчания совершает митрополит Филипп I (по другим данным коломенский протопоп Осея)[15].
- Разобран для нового каменного строительства Успенский собор в Московском Кремле (поставлен в 1326 году)[18].
  - Заложен новый успенский Успенский собор (мастера Кривцов и Мышкин), который должен был превосходить своими размерами Успенский собор во Владимире (см. 1474 год)[19].
  - 29 мая — Иван III вместе с матерью Марией Ярославной, братьями и митрополитом Филиппом I участвует в торжестве при закладке нового Успенского собора, при перенесении мощей московских митрополитов и при открытии мощей митрополита Петра. Обретение и перенесение мощей митрополитов Киприана, Фотия и Ионы во время перестройки Успенского собора в Московском Кремле[15].
- Лето — присылка богатых "поминок" в Большую Орду от польского короля Казимира IV Ягеллончика с целью организации военного похода на земли Северо-Восточной Руси для ослабления власти Ивана III[20].
- 20 июля — большой пожар в Москве, при тушении которого участвует лично великий князь[15].
- Июль — неудачный поход хана Большой Орды Ахмата на Русь[14][15].
  - 29 — 30 июля — Осада Алексина. Сражение под Алексином. Разорение сельской округи города. Пленение ордынцами около 1000 жителей. Узнав о взятии города великий князь с войском выдвигается к Коломне, что заставляет хана отступить за Оку[15][20].
  - 31 июля — отражение попыток ордынских войск форсировать Оку для проникновения вглубь русских территорий[20].
  - 23 августа — Иван III с войском возвращается в Москву из похода против татар[15].
- Начало сентября — в связи с болезнью матери, Иван III находится с братьями в Ростове[15].
  - 12 сентября — Иван III, находясь в Ростове получает известие о кончине своего брата Юрия Васильевича[15].
  - 16 сентября — Иван III возвращается в Москву для похорон брата Юрия[15].
- 1471—1474 — Хождение за три моря Афанасия Никитина[21].
  - Афанасий Никитин сблизившийся с индусами, совершил путешествие к их священному храму в Парвати[21].
- Серпуховское княжество окончательно вошло в состав Московского княжества.
- Дмитров с волостями, после смерти Юрия Васильевича, отходит к великому московскому князю, выделившему его в кормление перешедшему на московскую службу князю микулинскому Андрею Борисовичу[22].
- В Пермском крае основан острог Покча[16].

## Начало правления
См. также: Список глав государств в 1472 году
- 1472—1549 — Династия Ваттасидов в Марокко.

## Наука и искусство
- Основан Мюнхенский университет.

## Родились
См. также: Категория:Родившиеся в 1472 году
4 октября — Лукас Кранах Старший, немецкий живописец и график эпохи Ренессанса. Умер в 1553.

## Скончались
См. также: Категория:Умершие в 1472 году
- Леон Баттиста Альберти — итальянский учёный, гуманист, писатель, один из зачинателей новой европейской архитектуры и ведущий теоретик искусства эпохи Возрождения.
- 12 сентября — Юрий Васильевич, удельный дмитровский князь, сын великого московского князя Василия II Васильевича Тёмного[22].